# Fernanda Hamann
Fernanda Hamann de Oliveira (nascida Fernanda Passarelli Hamann, Rio de Janeiro, 13 de agosto de 1978) é uma escritora, psicanalista e professora brasileira, colunista do jornal português Público.
Publicou mais de dez obras, com destaque para o livro de contos Estilhaços de junho (2024), o ensaio Nelson Rodrigues e a psicanálise (2022) e o romance Cativos (2015). Organizou e participou de diversas obras coletivas, como o livro Coronárias: mulheres escrevem a pandemia (2022), que reúne contos de 16 escritoras brasileiras contemporâneas, entre elas Morgana Kretzmann, Amara Moira, Paloma Vidal, Cristiane Sobral e Adrienne Myrtes.
Em 2022, foi premiada com uma residência literária em Lisboa, financiada pela Bolsa Criar Lusofonia (Centro Nacional de Cultura / Ministério da Cultura - Portugal), a mesma que premiou escritores como José Eduardo Agualusa, Miguel Real e Ondjaki.
De 2019 a 2023, foi professora na Pós-Graduação em Escrita Criativa do NESPE, o Núcleo de Estratégias e Políticas Editoriais dirigido por Leandro Muller e Cibele Bustamante. Também foi professora temporária de Psicologia na Faculdade de Educação da UFRJ (2015-2017) e de Literatura e Psicanálise na Faculdade de Filosofia, Letras e Ciências Humanas da USP (2021-2022).

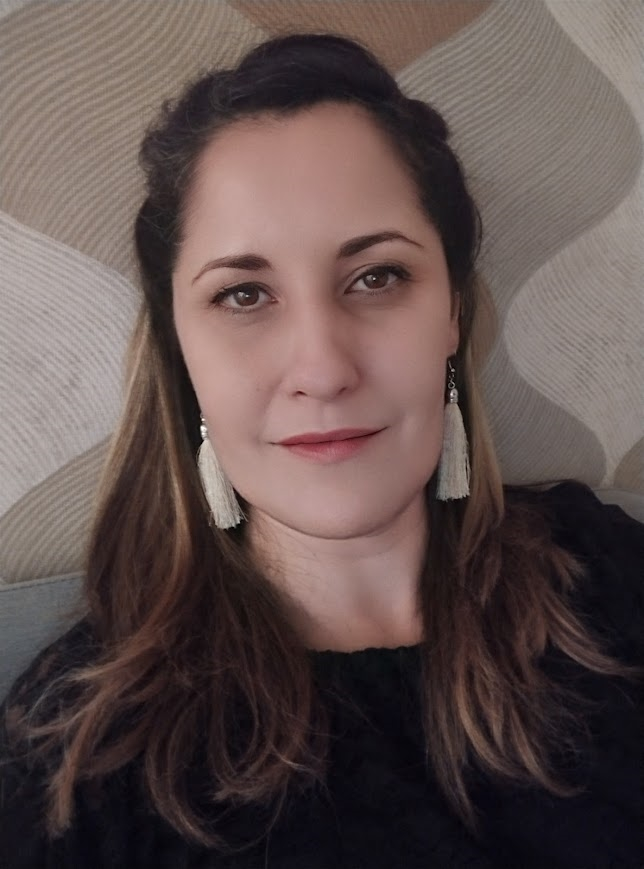
Fernanda Hamann

## Biografia
Graduou-se em Jornalismo pela Escola de Comunicação da UFRJ e em Psicologia pela Pontifícia Universidade Católica do Rio de Janeiro. Em 2001, sua crônica Sobre meu Amado foi laureada com o IV Prêmio Literário Escritor Universitário Alceu Amoroso Lima, concedido pela Academia Brasileira de Letras em parceria com o CIEE. 
Em 2006, começou a prestar serviços às editoras cariocas Ediouro e Rocco, primeiro como pesquisadora e revisora, até chegar à posição de ghostwriter e redatora de livros por encomenda. Entre 2009 e 2012, trabalhou como psicanalista em projetos sociais nas favelas de Manguinhos, Morro da Babilônia e Morro do Turano.
Cursou Mestrado e Doutorado em Teoria Psicanalítica na UFRJ, com dissertação intitulada Violência, guerra e política segundo o pensamento freudiano (2012) e tese intitulada A vida como ela é: o paradoxo do sujeito em Nelson Rodrigues (2016). Após o Doutorado, tornou-se especialista no campo de relações entre literatura e psicanálise, em especial entre as obras de Sigmund Freud e Nelson Rodrigues. Entre 2015 e 2017, trabalhou como psicóloga hospitalar no IEDE – Instituto Estadual de Diabetes e Endocrinologia do Rio de Janeiro. 
Em 2018, mudou-se para São Paulo, onde atravessou um período de análise pessoal com Contardo Calligaris e cursou oficinas de escrita literária com Carola Saavedra, Marcelino Freire, Paulo Scott e João Paulo Cuenca. Neste período, trabalhou junto à equipe do curador Marcello Dantas, nas funções de pesquisadora e redatora de legendas e catálogos para exposições sobre grandes artistas brasileiros, como Candido Portinari e Machado de Assis. Em 2020, participou como entrevistada do documentário A verdade da mentira, com direção de Maria Carolina Telles e exibição no History Channel. Entre 2020 e 2022, cursou um Pós-Doutorado em Teoria Literária e Literatura Comparada na USP, com o projeto de pesquisa O paradoxo nas personagens femininas de Nelson Rodrigues.

## Obras
- 2024. Estilhaços de junho (contos, EditoRia / Ria Livraria)
- 2023. Noeme: florear de beleza (biografia, Ed. Oito e Meio)
- 2023. A modernidade em Nelson Rodrigues. Revista Literatura e Sociedade v. 9, n. 38 (org. e part. em coletânea de textos de crítica literária, Ed. USP, com Cleusa Passos)
- 2022. Nelson Rodrigues e a psicanálise: o paradoxo do sujeito na vida como ela é (ensaio, Ed. 7Letras)
- 2022. Coronárias: mulheres escrevem a pandemia (org. e part. em coletânea de contos, Ed. Patuá)
- 2018. Teomila: guerreira da bola de fogo (biografia, Ed. Oito e Meio)
- 2018. Renata: liberdade para recomeçar (biografia, Ed. Oito e Meio)
- 2015. Cativos (romance, Ed. 7Letras)
- 2015. Coisas bizarras que você só descobre quando está grávida (ensaio, Ed. Bicicleta Amarela / Rocco)
- 2015. Juventude e saúde mental: a especificidade da clínica com adolescentes (org. e part. em coletânea de textos psicanalíticos, Ed. Companhia de Freud, com Edson Saggese)
- 2013. Proadolescer: pesquisa e clínica com adolescentes na rede de saúde mental (org. e part. em coletânea de textos psicanalíticos, Ed. 7Letras, com Edson Saggese e Sônia Sodré)
- 2011. Cultura orgânica (livro-reportagem, Ed. Desiderata / Ediouro)
- 2009. Engenharia invisível (livro-reportagem, Ed. Desiderata / Ediouro)